# Jan Pfister
Jan (Hans) Pfister (ur. 1573, zm. przed 1642) – rzeźbiarz.
Pochodził z Wrocławia. Był jednym z najwybitniejszych rzeźbiarzy przełomu XVI i XVII wieku, twórcą wybitnych dzieł w kościołach w Tarnowie (ogromny nagrobek książąt Ostrogskich) i w Brzeżanach (zespół nagrobków Sieniawskich – ich fragmenty obecnie znajdują się w zbiorach dzieł sztuki lwowskiej na zamku w Olesku), a także we Lwowie.
W kaplicy (obecnie całkowicie zrujnowanej) w Brzeżanach znajdowały się m.in. cynowe XVII wieczne sarkofagi z postaciami zmarłych na wiekach niemające odpowiednika w sztuce polskiej, które były dziełem Jana Pfistera. Sarkofagi te (4 sztuki) szczęśliwie ocalały, dzięki ich wywiezieniu podczas wojny polsko-rosyjskiej w 1920 r. do Krakowa. Dziś znajdują się w kryptach na zamku Pieskowa Skała.